# Nephrotoma glabricristata
Nephrotoma glabricristata är en tvåvingeart som beskrevs av Alexander 1939. Nephrotoma glabricristata ingår i släktet Nephrotoma och familjen storharkrankar. Inga underarter finns listade i Catalogue of Life.